# Abdulrahman Ghareeb
Abdul Rahman Ghareeb (arabisch عبد الرحمن غريب; * 31. März 1997 in Dschidda) ist ein saudi-arabischer Fußballspieler.

## Karriere

### Verein
Er begann seine Karriere in der Jugend von al-Ahli. Zur Saison 2018/19 stieg er aus der U23 in die erste Mannschaft auf. 
Im August 2022 wechselte er zum al-Nassr FC.

### Nationalmannschaft
Mit der U23 von Saudi-Arabien nahm er sowohl an den Asienspielen 2018 als auch an der Asienmeisterschaft 2020 sowie mehreren Freundschaftsspielen teil.
In der A-Nationalmannschaft kam er erstmals am 12. Oktober 2018 bei einer 0:2-Freundschaftsspielniederlage gegen Brasilien zum Einsatz. In der Partie wurde er in Minute 90+2 für Hussain Al-Moqahwi eingewechselt. Sein erstes großes Turnier war die Asienmeisterschaft 2019, wo er in jedem Spiel zumindest eine kurze Einsatzzeit bekam.
Bei den Olympischen Spielen 2020 in Tokio kam er in allen drei Partien als Einwechselspieler ins Spiel.